# Unter schwarzer Flagge
Unter schwarzer Flagge (Originaltitel: Captain Kidd) ist ein US-amerikanischer Piratenfilm aus dem Jahre 1945.

## Handlung
Madagaskar 1699. Piraten kontrollieren die Transporte der Engländer nach Indien und kosten die englische Krone Millionen. Der brutalste Pirat unter ihnen ist Captain William Kidd. Kidd ist aber nicht nur der brutalste, sondern auch der intelligenteste unter den Piraten. Er weiß sich auch am königlichen Hofe zu bewegen. König William III. fällt deshalb auch auf ihn herein und betraut ihn mit der Eskorte einer wertvollen Ladung aus Indien kommend. Er kann ihn sogar davon überzeugen, dass eine Crew von Piraten die sicherste Crew für diese Expedition ist. Einen Teil seiner Crew sucht er sich im Kerker des Königs. Und so kommt der Gefangene Adam Mercy an Bord des Schiffes von Captain Kidd. Gefährlich wird es für Kidd, als der tot geglaubte Feind aus alten Zeiten Orange Povey anheuern möchte. Er ist der einzige, der Kidd kennt und weiß, dass Kidd irgendetwas plant. Es bleibt Kidd nichts anderes übrig, als Povey in die Crew aufzunehmen. Weitere Gefahr wittert Kidd bei der Person Adam Mercy. Seine Aufmüpfigkeit gegenüber dem König bringt ihn bei Kidd in den Verdacht, ein Spion des Königs zu sein. In dieser Konstellation beginnt die Reise über Madagaskar nach Indien.
Auf der Reise kommen die einzig dem König treu ergebenen Seeleute bei Unfällen ums Leben, die Kidd selbst provoziert hat. Mercy wird zunehmend misstrauischer gegenüber Captain Kidd und stellt seine eigenen Nachforschungen an, um zu erfahren, auf welchem Schiff er eigentlich fährt. Als Kidd Mercy beim Durchsuchen seiner Kabine erwischt, nutzt er Kidds Verdacht aus und gibt sich als Spion des Königs aus. So kann er der Ermordung entkommen, kommt aber auf Kidds Todesliste.
Auf hoher See kann Kidd Captain Russell, den Kapitän des englischen Schiffes mit dem wertvollen Schatz, davon überzeugen, dass der Schatz sicherer über Madagaskar zu bringen sei, wenn er sich auf seinem Schiff befindet. Gleichzeitig nimmt das Schiff Lady Anne Dunstan mit ihrem Vater an Bord. Lorenzo sorgt für die Sprengung des englischen Schiffes. Annes Vater wird nach der Sprengung ermordet und Anne ist allein in der Gewalt der Piraten. Adam Mercy beginnt sich um sie zu kümmern. Beide haben eine vergleichbare Geschichte. Auch Adams Vater wurde vor langer Zeit von Captain Kidd ermordet und jetzt ist die Zeit der Rache gekommen. Doch zunächst muss er Anne vor Lorenzo schützen, der sich an sie heranmacht. In einem Degenkampf stürzt er Lorenzo vom Schiff. Kidd findet nach dem Kampf ein Medaillon von Mercy und weiß nun, wer Mercy tatsächlich ist.
Kidd, Mercy und Povey wollen einen alten Schatz von einer Insel bergen. Kidd will Mercy erschießen, es kommt zum Kampf. Mercy wird von Povey und Kidd über die Klippe ins Meer gestürzt. Wieder zurück an Bord verkauft Kidd gegenüber Anne den Tod Mercys als Unfall. Doch Mercy ist nicht tot, er schwimmt zurück zum Schiff. Mit einem Beiboot versucht er gemeinsam mit Anne zu fliehen. Sie werden jedoch entdeckt und beschossen und retten sich schwimmend auf die Insel. 
Monate später kommt Captain Kidd zurück an den Hof König Williams, mit den bedauerlichen Erklärungen der misslungenen Expedition. Doch Mercy und Anne haben den Weg zurück nach England geschafft und können Kidd überführen. Captain Kidd wird zum Tode verurteilt. Anne und Adam Mercy heiraten mit dem Segen des Königs.

## Hintergrund
Die Figur des Captain Kidd ist entfernt dem tatsächlichen Piraten William Kidd nachempfunden. Die Geschichte hat allerdings nichts mit dem Leben William Kidds zu tun.
Unter schwarzer Flagge war der erste Film, in dem Charles Laughton die Rolle des Captain Kidd übernahm. 1952 spielte er diese Rolle ein weiteres Mal in dem komödiantischen Piratenfilm Piraten wider Willen mit dem Komikerpaar Bud Abbott und Lou Costello.

## Kritiken
„Mit einer Liebesgeschichte verbrämter, inszenatorisch nur durchschnittlicher Abenteuerfilm, ganz zugeschnitten auf den lustvoll spielenden Charles Laughton.“

## Auszeichnungen
Die Filmmusik von Werner Janssen erhielt 1946 eine Oscarnominierung.